# Oxyanthus dubius
Oxyanthus dubius är en måreväxtart som beskrevs av De Wild.. Oxyanthus dubius ingår i släktet Oxyanthus och familjen måreväxter. Inga underarter finns listade i Catalogue of Life.